# Rhizoctonia menthae
Rhizoctonia menthae é uma espécie de fungo pertencente à família Ceratobasidiaceae.